# جرم (مجموعه تلویزیونی)
جرم (لهستانی: Zbrodnia) یک مجموعه تلویزیونی جنایی دلهره‌آور لهستانی است که در سال ۲۰۱۴ منتشر شد. این سریال بر پایهٔ مجموعه تلویزیونی سوئدی قتل‌های ساندهام (۲۰۱۰) ساخته شد.

## بازیگران
- ماگدالنا بوچارسکا
- رادوسواف پازورا
- وویچیخ ژیلینسکی
- دوروتا کولاک
- یوانا کولیگ
- ماوگوژاتا روژنیاتوفسکا
- آنا گریتسویچ
- ماریوش سانیترنیک